# 沃特艾蘭 (紐約州)
沃特艾蘭（英語：Water Island）是位於美國紐約州薩福克縣的非建制地區。

## 地理
沃特艾蘭所處的海拔為高於海平面4米（即13英呎），而該地所採用的時區為UTC-5，即北美东部时区（EST）。同時該地設有夏令時間，為UTC-5調快一小時，即UTC-4（EDT）。